# Cymbaliste

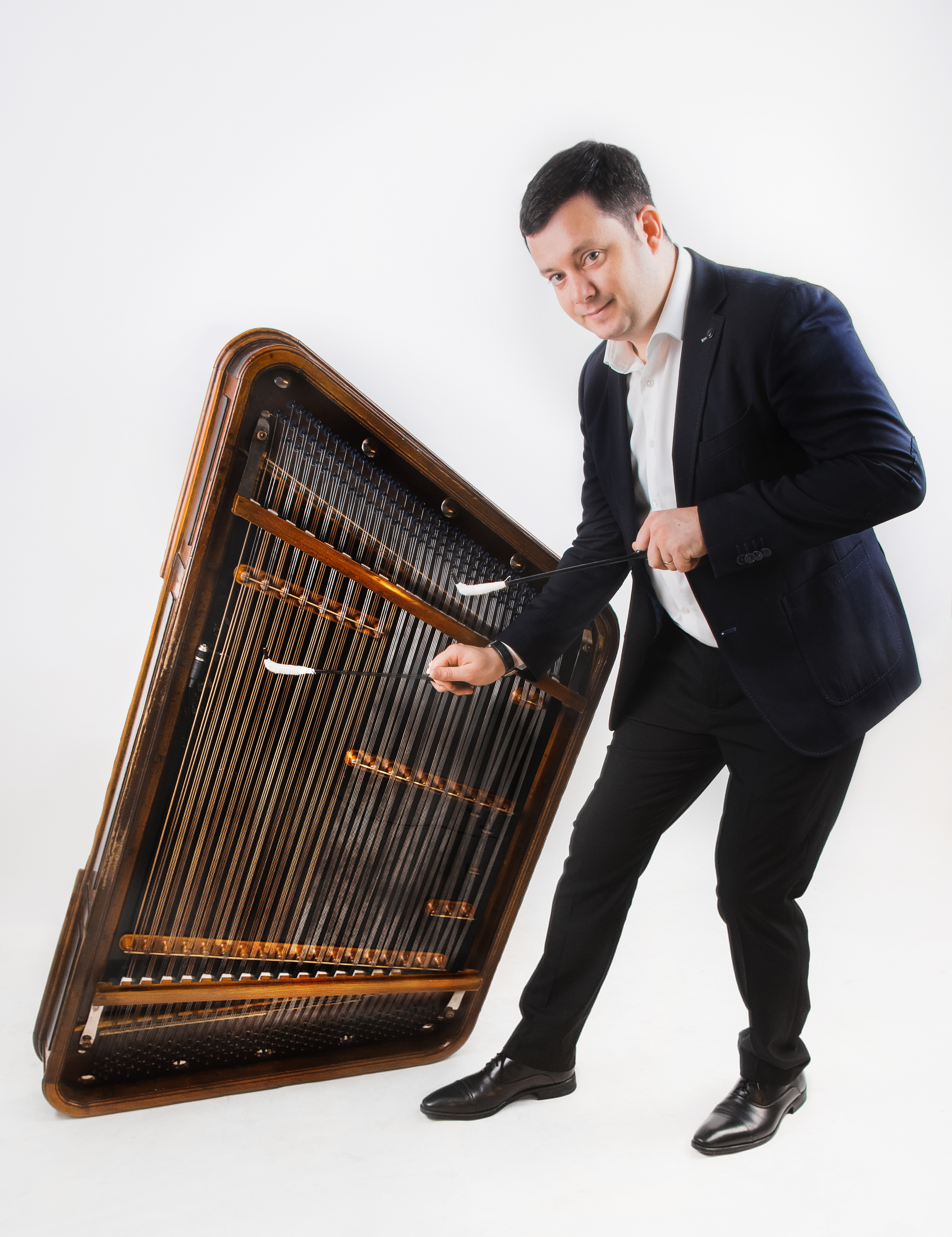
Un cymbaliste

Un cymbaliste est un musicien qui joue du cymbalum.

## Cymbalistes célèbres

### AuXIXesiècle
- Carlos Roque Alsina ?
- Jorg Birkenhötter ?
- Géza Allaga (1841-1913 Hongrie)

### XXesiècleet époque contemporaine
- Tünde Balbastre-Enzsöl (France)
- Kálmán Balogh (Hongrie)
- Sébastien Banz (France)
- Géza Bechki ? (Hongrie)
- Gérard Berlioz (France)
- Valeriu Cascaval (Roumanie)
- Michel Cerutti (France)
- Cyril Dupuy (France)
- Alexandre Illitch Eppler (É.-U.)
- Márta Fábián (Hongrie)
- Luigi Gaggero (Italie, professeur au CNR de Strasbourg; www.cimbalom.eu)
- Ferenc Gerencsér (1923-1989 Hongrie, élève d'Aladár Rácz)
- Sandu Gheraliu (France-Roumanie)
- Viktória Herencsár (Hongrie, élève de Tarjáni-Tóth)
- Béla Horvath (USA)
- Toni Iordache (1942-1987 Roumanie)
- Norbert Jensen (France, élève de Kieffer)
- Laurence Kaptain (USA)
- Détlef Kieffer (professeur à Strasbourg)
- Ludovit Kovac (France)
- Toni Koves-Steiner (USA)
- György Kurtág (1926- compositeur Hongrie)
- Elisabeth Marroseky ??(Hongrie)
- Michael Masley
- Marius Mihalache
- Olga Mischula (Biélorussie)
- Iurie Morar (France/ Moldavie)
- Alain Poisot (France)
- Aladár Rácz (1886-1958, Hongrie)
- Gheorghe Radulesco (Roumanie)
- Paul Stinga (Roumanie)
- Gaston Sylvestre (France)
- Ágnes Szakály (Hongrie)
- Ilona Szeverényi (Hongrie)
- Ida Tarjáni-Tóth (1918-2000 Hongrie, élève de Janka Fodor)
- Claire Talibart (France)
- Flora Thalassa (France)
- Alex Udvary (USA, élève de J. Udvary son père)
- John Udvary (USA)
- Juraj Valcuha (Slovaquie)
- Ildikó Vékony (Hongrie)
- Oszkár Ökrös (Hongrie)